# Micaria marchesii
Micaria marchesii is een spinnensoort uit de familie van de bodemjachtspinnen (Gnaphosidae).
De wetenschappelijke naam van de soort werd in 1936 als Castanilla marchesii gepubliceerd door Lodovico di Caporiacco.